# Tokyo Stylish Party
Tokyo Stylish Party（トーキョースタイリッシュパーティー、略称：TSP）は、BS日テレにて2007年4月11日から2008年4月1日にかけて放送されていた情報バラエティ番組である。
サブタイトルは「加藤夏希のトレンド・ウォーク」。
毎回、ファッションからトレンドスポット、ゲーム、映画、音楽に至るまで最先端の情報を発信する番組。

## 放送時間
- 水曜日 23:00 - 23:30（2007年4月11日 - 9月26日）
- 火曜日 23:00 - 23:24（2007年10月9日 - 2008年4月1日）

※隔週で新作放送。

## 出演者
- 加藤夏希
- こばやしゆうき
- 長井梨紗
- 大谷TWINS（大谷柚捺、大谷柚稀）

ナレーション
- 根岸朗

## 出演したゲスト
※役職はいずれも出演当時のもの。

### 2007年
- 本間朝子（「フォルトゥーナ」ネイルアーティスト / 4月11日。2008年2月26日にも出演）
- Rareza（ファッションディレクター / 5月9日）
- 坂東正明（GTアソシエイション委員会長 / 5月23日）
- 杏那美夏、外咲来未、松田亜衣（富士スピードウェイイメージガール「クレインズ」 / 5月23日）
- 渡邉紘平（俳優 / 7月4日）
- Kazu4（オープニングVJ / 7月18日）
- DJ-K.O.（オープニング曲担当 / 7月18日）
- 久慈塁（ピッツア職人 / 9月12日、26日）
- 服部尚貴（レーシングドライバー / 10月9日、23日。12月4日と18日にも登場）
- 掛布雅之（タレント / 10月9日、23日）
- 黒沢琴美（レースクイーン / 10月9日、23日）
- 西内裕美（レースクイーン / 10月9日、23日）
- misono（歌手 / 11月6日）
- 川村由佳（歌手、エンディング曲担当 / 11月6日）
- 小嶋じゅん、小川愛美、寺田ちひろ、高山紗希（Bibus Music Club / 11月20日）
- 大山顕（「住宅都市整理公団」総裁 / 12月4日。2008年1月29日にも出演）

### 2008年
- 土井よしお（ワンダラーズ / 1月1日、15日）
- ワン・リーホン（韓国俳優 / 1月29日）

## 使用楽曲
- オープニング：DJ-K.O.（QUAKE HOLDINGS INC.）
  - 「Every One」（2007年4月11日 - 7月4日）
  - 「RED HERO」（2007年7月18日 - 9月26日）
  - 「LION HEART」（2007年10月9日 - ）
- エンディング：川村由佳「The sinking fish」（2007年10月9日 - ）

## 雑記
- 番組のスポンサーは前番組『パオパオシリーズ』から引き続きNAMCO、バンダイナムコゲームス（再放送時はNAMCOとイタリアントマト）だったが、放送枠移動と共に降板している。
- 番組開始時、メイン出演者の加藤、こばやし、長井は「3姉妹」という設定で登場していたが、火曜日に移動後はその設定は廃止となった。これに関して加藤は「無理があった」とコメントしている。
- 第5回（2007年6月6日）はオープニング時に、収録場所として使用していた「KeyStone V」のオーナーが登場。加藤は「六本木の遊び人」と紹介していた。
- 2008年の書き初め（1月1日放送）で加藤は「成る様になる」、こばやしは「信じる心」と一見真面目に書いていたが、なぜか長井は「肉食」、柚捺は「脱力」、柚稀は「ガンジー」と書いていた。このとき柚稀の笑い声がガンジーに似てきたと長井がコメントしている。
- 最終回[1]は番組ディレクターがゲストで登場し、これまでの名珍場面を振り返った。
- 2008年4月8日からは番組名を『加藤夏希のトレンドアイズ』と改題し、内容を大幅に一新した。

## スタッフ
- 構成：町田貴志
- スーパーバイザー：菊池哲
- VJ：Kazu4
- ヘアーメイク：Masuku J
- カメラ：小松直哉
- 音声：吉川敦
- 音楽効果：高島慎太郎
- デスク：矢倉麻衣
- 広報：加藤由貴子
- ディレクター：平井孝昌
- プロデューサー：鈴木旬也
- 制作協力：SEN-TE
- 製作著作：BS日テレ